# Altonaer Fußball-Club von 1893 1963-1964
Questa voce raccoglie le informazioni riguardanti l'Altonaer Fußball-Club von 1893 nelle competizioni ufficiali della stagione 1963-1964.

## Stagione
Nella stagione 1963-1964 l'Altona 93, allenato da Jockel Krause, concluse il campionato di Regionalliga nord al 4º posto. In Coppa di Germania l'Altona 93 fu eliminato in semifinale dal Monaco 1860.

## Rosa
| N. |                     | Ruolo | Calciatore          |
| -- | ------------------- | ----- | ------------------- |
|    | Germania (bandiera) | P     | Walter Banse        |
|    | Germania (bandiera) | P     | Harald Schonschreck |
|    | Germania (bandiera) | D     | Jürgen Bol          |
|    | Germania (bandiera) | D     | Peter Ebert         |
|    | Germania (bandiera) | D     | Gerhard Göhrke      |
|    | Germania (bandiera) | D     | Hans Schrage        |
|    | Germania (bandiera) | C     | Klaus Framheim      |
|    | Germania (bandiera) | C     | Peter Kautz         |
|    | Germania (bandiera) | C     | Heiko Kurth         |
|    | Germania (bandiera) | C     | Jürgen Müller       |

| N. |                     | Ruolo | Calciatore         |
| -- | ------------------- | ----- | ------------------ |
|    | Germania (bandiera) | C     | Jürgen Neudorf     |
|    | Germania (bandiera) | C     | Manfred Paasch     |
|    | Germania (bandiera) | C     | Helmut Rübke       |
|    | Germania (bandiera) | C     | Willi Somann       |
|    | Germania (bandiera) | C     | Wolfgang Wellnitz  |
|    | Germania (bandiera) | A     | Rainer Lohstöter   |
|    | Germania (bandiera) | A     | Günter Mollenhauer |
|    | Germania (bandiera) | A     | Karl-Heinz Pape    |
|    | Germania (bandiera) | A     | Herbert Ulatowski  |
|    | Germania (bandiera) | A     | Horst Wendlandt    |

## Organigramma societario
Area tecnica
- Allenatore: Jockel Krause
- Allenatore in seconda:
- Preparatore dei portieri:
- Preparatori atletici:
- Analisi video:

## Calciomercato

### Sessione estiva
| Acquisti | Acquisti | Acquisti | Acquisti |
| R.       | Nome     | da       | Modalità |
| -------- | -------- | -------- | -------- |

| Cessioni | Cessioni         | Cessioni           | Cessioni |
| R.       | Nome             | a                  | Modalità |
| -------- | ---------------- | ------------------ | -------- |
| A        | Werner Jackstieß | Rasensport Harburg |          |

## Risultati

### Regionalliga

#### Girone di andata
| 11 agosto 1963 1ª giornata | St. Pauli | 4 – 1 | Altona 93 |  |

| 18 agosto 1963 2ª giornata | Altona 93 | 2 – 0 | Neumünster |  |

| 25 agosto 1963 3ª giornata | Oldenburg | 3 – 1 | Altona 93 |  |

| 1º settembre 1963 4ª giornata | Altona 93 | 5 – 0 | Wolfsburg |  |

| 8 settembre 1963 5ª giornata | Victoria Amburgo | 2 – 4 | Altona 93 |  |

| 15 settembre 1963 6ª giornata | Altona 93 | 4 – 1 | Hannover 96 |  |

| 22 settembre 1963 7ª giornata | Bergedorf | 0 – 4 | Altona 93 |  |

| 6 ottobre 1963 8ª giornata | Altona 93 | 4 – 1 | Lubecca |  |

| 13 ottobre 1963 9ª giornata | Holstein Kiel | 2 – 3 | Altona 93 |  |

| 20 ottobre 1963 10ª giornata | Concordia Amburgo | 1 – 3 | Altona 93 |  |

| 3 novembre 1963 11ª giornata | Altona 93 | 1 – 1 | Osnabrück |  |

| 10 novembre 1963 12ª giornata | Bremerhaven | 1 – 2 | Altona 93 |  |

| 17 novembre 1963 13ª giornata | Altona 93 | 4 – 0 | VfL Oldenburg |  |

| 24 novembre 1963 14ª giornata | Barmbek-Uhlenhorst | 1 – 9 | Altona 93 |  |

| 1º dicembre 1963 15ª giornata | Altona 93 | 2 – 0 | Arminia Hannover |  |

| 8 dicembre 1963 16ª giornata | Hildesheim | 1 – 0 | Altona 93 |  |

| 15 dicembre 1963 17ª giornata | Altona 93 | 7 – 2 | Friedrichsort |  |

#### Girone di ritorno
| 5 gennaio 1964 18ª giornata | Arminia Hannover | 1 – 3 | Altona 93 |  |

| 12 gennaio 1964 19ª giornata | Altona 93 | 2 – 0 | Barmbek-Uhlenhorst |  |

| 19 gennaio 1964 20ª giornata | Altona 93 | 0 – 1 | Hildesheim |  |

| 26 aprile 1964 21ª giornata | Friedrichsort | 0 – 4 | Altona 93 |  |

| 2 febbraio 1964 22ª giornata | Altona 93 | 3 – 2 | Oldenburg |  |

| 9 febbraio 1964 23ª giornata | Wolfsburg | 1 – 0 | Altona 93 |  |

| 16 febbraio 1964 24ª giornata | Altona 93 | 1 – 1 | Victoria Amburgo |  |

| 23 febbraio 1964 25ª giornata | Hannover 96 | 4 – 1 | Altona 93 |  |

| 2 marzo 1964 26ª giornata | Altona 93 | 4 – 3 | Bergedorf |  |

| 8 marzo 1964 27ª giornata | Lubecca | 2 – 1 | Altona 93 |  |

| 15 marzo 1964 28ª giornata | Altona 93 | 0 – 2 | Holstein Kiel |  |

| 29 aprile 1964 29ª giornata | Altona 93 | 0 – 2 | Concordia Amburgo |  |

| 5 aprile 1964 30ª giornata | Osnabrück | 1 – 3 | Altona 93 |  |

| 12 aprile 1964 31ª giornata | Altona 93 | 1 – 0 | Bremerhaven |  |

| 19 aprile 1964 32ª giornata | VfL Oldenburg | 1 – 3 | Altona 93 |  |

| 3 maggio 1964 33ª giornata | Altona 93 | 0 – 2 | St. Pauli |  |

| 10 maggio 1964 34ª giornata | Neumünster | 3 – 0 | Altona 93 |  |

### Coppa di Germania
| Arbitro: | Regely |

|                        |           |          |
| Wendlandt 22’ Pape 56’ | Marcatori | 20’ Kohn |

| Arbitro: | Senftleben |

|                        |           |              |
| Framheim 53’ Kautz 55’ | Marcatori | 63’ Eichholz |

| Arbitro: | Ott |

|                         |           |             |
| Kurth 16’ Wendlandt 80’ | Marcatori | 65’ Metzger |

| Arbitro: | Malka |

|           |           |                                                      |
| Kautz 72’ | Marcatori | 85’ Kraus 94’ Luttrop 100’ Brunnenmeier 109’ Küppers |

## Statistiche

### Statistiche di squadra
| Competizione      | Punti | In casa | In casa | In casa | In casa | In casa | In casa | In trasferta | In trasferta | In trasferta | In trasferta | In trasferta | In trasferta | Totale | Totale | Totale | Totale | Totale | Totale | DR  |
| Competizione      | Punti | G       | V       | N       | P       | Gf      | Gs      | G            | V            | N            | P            | Gf           | Gs           | G      | V      | N      | P      | Gf     | Gs     | DR  |
| ----------------- | ----- | ------- | ------- | ------- | ------- | ------- | ------- | ------------ | ------------ | ------------ | ------------ | ------------ | ------------ | ------ | ------ | ------ | ------ | ------ | ------ | --- |
| Regionalliga nord | 44    | 17      | 11      | 2       | 4       | 40      | 18      | 17           | 10           | 0            | 7            | 42           | 28           | 34     | 21     | 2      | 11     | 82     | 46     | +36 |
| Coppa di Germania | -     | 4       | 3       | 0       | 1       | 7       | 7       | 0            | 0            | 0            | 0            | 0            | 0            | 4      | 3      | 0      | 1      | 7      | 7      | 0   |
| Totale            | 44    | 21      | 14      | 2       | 5       | 47      | 25      | 17           | 10           | 0            | 7            | 42           | 28           | 38     | 24     | 2      | 12     | 89     | 53     | +36 |

### Andamento in campionato
| Giornata  | 1  | 2  | 3  | 4 | 5 | 6 | 7 | 8 | 9 | 10 | 11 | 12 | 13 | 14 | 15 | 16 | 17 | 18 | 19 | 20 | 21 | 22 | 23 | 24 | 25 | 26 | 27 | 28 | 29 | 30 | 31 | 32 | 33 | 34 |
| --------- | -- | -- | -- | - | - | - | - | - | - | -- | -- | -- | -- | -- | -- | -- | -- | -- | -- | -- | -- | -- | -- | -- | -- | -- | -- | -- | -- | -- | -- | -- | -- | -- |
| Luogo     | T  | C  | T  | C | T | C | T | C | T | T  | C  | T  | C  | T  | C  | T  | C  | T  | C  | C  | T  | C  | T  | C  | T  | C  | T  | C  | C  | T  | C  | T  | C  | T  |
| Risultato | P  | V  | P  | V | V | V | V | V | V | V  | N  | V  | V  | V  | V  | P  | V  | V  | V  | P  | V  | V  | P  | N  | P  | V  | P  | P  | P  | V  | V  | V  | P  | P  |
| Posizione | 16 | 11 | 13 | 9 | 8 | 5 | 3 | 2 | 2 | 2  | 1  | 1  | 1  | 1  | 1  | 1  | 1  | 1  | 1  | 1  | 1  | 1  | 1  | 1  | 3  | 2  | 3  | 3  | 3  | 3  | 3  | 3  | 3  | 4  |

Legenda:

Luogo: C = Casa; T = Trasferta. Risultato: V = Vittoria; N = Pareggio; P = Sconfitta.

### Statistiche dei giocatori
| W. Banse        | 0 | 0 | 0 | 0 |
| J. Bol          | 4 | 0 | 0 | 0 |
| P. Ebert        | 4 | 0 | 0 | 0 |
| K. Framheim     | 3 | 1 | 0 | 0 |
| G. Göhrke       | 4 | 0 | 0 | 0 |
| P. Kautz        | 4 | 2 | 0 | 0 |
| H. Kurth        | 4 | 1 | 0 | 0 |
| R. Lohstöter    | 0 | 0 | 0 | 0 |
| G. Mollenhauer  | 0 | 0 | 0 | 0 |
| J. Müller       | 2 | 0 | 0 | 0 |
| J. Neudorf      | 1 | 0 | 0 | 0 |
| M. Paasch       | 0 | 0 | 0 | 0 |
| K. Pape         | 4 | 1 | 0 | 0 |
| H. Rübke        | 0 | 0 | 0 | 0 |
| H. Schonschreck | 4 | 0 | 0 | 0 |
| H. Schrage      | 0 | 0 | 0 | 0 |
| W. Somann       | 2 | 0 | 0 | 0 |
| H. Ulatowski    | 1 | 0 | 0 | 0 |
| W. Wellnitz     | 3 | 0 | 0 | 0 |
| H. Wendlandt    | 4 | 2 | 0 | 0 |